# Книжник, Генрих Соломонович
Генрих Соломонович Книжник (род. 24 марта 1935, Киев) — советский и российский физик-экспериментатор, металловед, детский писатель.

## Биография
Отец — Соломон Моисеевич Книжник (1906—1991), учёный и изобретатель в области систем обеспечения жизнедеятельности в космосе, член-корреспондент АН СССР, выпускник Киевского политехнического института; мать — выпускница Киевской консерватории. Окончил среднюю школу № 150 в Москве и Институт стали и сплавов. Занимался разработкой танковой брони, а после защиты диссертации работал научным сотрудником в Научно-исследовательском институте приборостроения и Всесоюзном заочном машиностроительном институте, где его научные интересы сосредоточились на физике твёрдого тела, металловедении и кристаллографии. Автор изобретений в области медицинской техники.
Первую повесть для детей «Петька» написал в 1987 году. Автор рассказов и повестей для детей и юношества, в том числе книг «Ты любишь науку или нет?» (2016), за которую писатель стал лауреатом международного конкурса имени Сергея Михалкова, и «Вика» (2019). Рассказы Г. С. Книжника входили в хрестоматии для школьников. Повесть «Семён Семёныч и Гулька» вошла в короткий список Премии имени Корнея Чуковского 2021 года в номинации «Лучшее произведение в прозе для детей в возрасте от 8 до 12 лет».

## Семья
- Жена — Елена Григорьевна Книжник (род. 1937).
  - Сын — Вадим Генрихович Книжник, физик-теоретик[10].
    - Внучка — Анна Вадимовна Книжник (нем. Anna Moeke-Knizhnik, род. 1985), биохимик и молекулярный биолог (Германия), кандидат биологических наук (2010)[7][11].

## Книги
- Петька (повесть). М.: Детская литература, 1989; М.: Дрофа, 2002; М.: Мелик-Пашаев, 2017. — 208 с.
- Ой, что сегодня было!.. М.: Дрофа, 2002. — 234 с.
- Ты любишь науку или нет? Серия «Лауреаты Международного конкурса имени Сергея Михалкова». М.: Детская литература, 2017. — 289 с.
- Вика. М.: Мелик-Пашаев, 2019. — 224 с.
- Семён Семёныч и Гулька (повесть). М.: Мелик-Пашаев, 2021. — 144 с.
- Мы с братом и Рыжая (повесть). Серия «Сами разберёмся». М.: Детская литература, 2021. — 230 с.
- Гошка-волчонок (повесть). М.: Мелик-Пашаев, 2022. — 224 с.